# Ustrój polityczny Brazylii
Ustrój polityczny Brazylii
Federacyjna Republika Brazylii jest republiką związkową o systemie prezydencko-parlamentarnym podzieloną na 26 stanów i Dystrykt Federalny. Głową państwa, a jednocześnie szefem rządu jest prezydent, wybierany w wyborach powszechnych na 4-letnią kadencję. Od 1 stycznia 2023 r. jest nim Luiz Inácio Lula da Silva. Prezydent posiada silną pozycję ustrojową. Samodzielnie tworzy rząd i kieruje jego pracami. Kongres nie ma realnych instrumentów odwołania rządu, takich jak wotum nieufności. Proces impeachmentu jest środkiem nadzwyczajnym.

## Władza ustawodawcza
Władza ustawodawcza należy do dwuizbowego Kongresu (Izba Deputowanych i Senat).
Senat składa się z 81 senatorów (po 3 senatorów z 26 stanów i Dystryktu Federalnego). Liczba członków Izby Deputowanych wynosi 513. Deputowani wybierani są na 4 lata w wyborach powszechnych, a senatorowie na 8 lat, również w wyborach powszechnych (z tym, że co 4 lata następuje wymiana 1/3 lub 2/3 składu Senatu).

## Władza wykonawcza
Władza wykonawcza federalna jest bardzo rozbudowana. Obejmuje ona Kancelarię Prezydenta, 18 rad konsultacyjnych, 16 ministerstw, 12 agencji rządowych. Stany posiadają duży zakres autonomii, swoje organy ustawodawcze i sądownicze oraz władzę wykonawczą, na której czele stoi gubernator.